# Filippo Evola
Filippo, Nicolò Salvatore Evola (Balestrate, 12 aprile 1812 – Palermo, 9 settembre 1887) è stato un presbitero, medico e letterato italiano.
Dalla personalità poliedrica fu filosofo, teologo, economista, storico, agronomo, oratore, bibliografo, presidente e socio onorario di numerose accademie, Pari nel parlamento siciliano del 1848, concludendo la sua infaticabile attività alla guida di due prestigiose istituzioni di Palermo, la chiesa dei gesuiti di Casa Professa e la biblioteca nazionale. 
Come parroco di Balestrate, dal 1838 al 1860, difese i diritti della sua chiesa su quella del borgo di Trappeto per eliminare le continue pretese della vicina Partinico. La sua opera come parroco e uomo di cultura, ed in particolare il completamento dell’edificazione della Chiesa Madre nel 1842, ebbe una notavole importanza su Balestrate. 

## Biografia

### Formazione ecclesiastica
Nasce a Balestrate da Paolino Evola e Maria Aiello. Nel 1822 decide di intraprendere gli studi per il sacerdozio ed entra nel seminario di Mazara del Vallo fino al 1830. Si trasferisce a Palermo per frequentare i corsi universitari di teologia dogmatica e morale, e in seguito anche quelli di lettere e filosofia, oltre che di medicina; completa così i suoi studi il 6 agosto 1836, ottenendo un triplice dottorato. Ordinato sacerdote a Monreale nella cappella del palazzo arcivescovile il 20 dicembre 1834, fa pratica di medicina e nel dicembre del 1840 ottiene il regio exequatur per l'esercizio della professione medica.

### Parroco a Balestrate
È eletto Economo Curato e in seguito nominato titolare della parrocchia Sant’Anna di Balestrate il 23 agosto 1838; tra i suoi primi obiettivi ci fu quello di far costruire una nuova chiesa. Riuscì nel suo intento grazie anche all’aiuto del Re Ferdinando II che nel 1842 gli concesse il permesso di iniziare i lavori per la costruzione della nuova Chiesa Madre. Il 25 aprile del 1856 venne nominato primo Arciprete del paese, carica che in seguito sarà concessa ai sacerdoti parroci a Balestrate. In applicazione del regio decreto del 10 gennaio 1843, che affidò ai vescovi l'organizzazione scolastica, Filippo Evola curò la fondazione e fu sovrintendente delle scuole del comune.

### Medico condotto e impegno sociale
Grazie ai suoi studi medici fu anche nominato medico condotto di Balestrate, svolgendo con competenza la professione durante l’epidemia di colera che colpì Balestrate nel biennio 1854-1855.
Per il suo forte senso patriottico, si occupò della ripresa economica e sociale del paese; fu promotore della costruzione di un tronco di strada che collegava Balestrate ai paesi limitrofi, facendola entrare nel primo circolo della vita commerciale e divenendo il centro di un cospicuo numero di ricche città del tempo. Diede lustro al paese anche attraverso la scrittura di un'opera che trattava la storia delle origini di Balestrate, un tempo chiamata Sicciara.

### Risorgimento in Sicilia
In seguito agli avvenimenti siciliani del 1860 nella grande rivoluzione unitaria, venne richiamato nuovamente alla politica: occupò importanti cariche nel governo nazionale di Palermo, ricevendo meritate onorificenze. L'appoggio dato all'unità nazionale gli valse ancora una volta la nomina a bibliotecario capo, col titolo di prefetto della biblioteca nazionale di Palermo. Nel 1860 dovette rinunciare all'arcipretura di Balestrate in favore del fratello Vincenzo Evola, per ottenere la carica di Rettore della chiesa di Casa Professa dei padri gesuiti di Palermo. Partecipò attivamente alla vita culturale del tempo e ricoprì numerose cariche direttive in seno ad associazioni, accademie, società e istituti culturali; fu insignito delle più prestigiose onorificenze nazionali. Fu autore di una cinquantina di opere di vario genere e si occupò di teologia, di medicina, di agricoltura, di letteratura, di economia, di bibliologia e di storia.

### Bibliotecario e autore di libri
L'attività di bibliotecario fu particolarmente importante. Promosse l'ampliamento dei locali della biblioteca nazionale di Palermo e aumentò in modo considerevole il patrimonio di libri e codici manoscritti. Compilò un nuovo catalogo e si adoperò per il riconoscimento della biblioteca come "Nazionale", sostenendo il disegno di legge presentato in Parlamento nel 1873. 
Tra le opere che documentano il suo appassionato lavoro di bibliofilo vi sono: Storia tipografico-letteraria del secolo XVI in Sicilia (1878) idealmente concepita come continuazione della Storia letteraria siciliana di A. Nardone e il saggio Sulla stampa siciliana fuori di Palermo e Messina (1885) in cui fu tracciata la quasi sconosciuta storia della tipografia di Monreale, Catania, Agrigento, Cefalù, Siracusa, Polizzi, Militello, Mazzarino e Trapani.
Infine, non trascurabile merito in questo campo, fu quello di aver favorito la pubblicazione di molti manoscritti e codici rari o sconosciuti, valendosi della collaborazione di altri studiosi. Personalmente curò il Lu Rebellamentu di Sicilia (1882) un codice sui Vespri in volgare siciliano, di datazione e origine non precisate, e ammirato da Michele Amari. Prima della morte gli venne concesso il titolo di prefetto onorario a vita della Biblioteca nazionale.
Per via delle gravi condizioni di salute, nel 1885 si dimise dagli incarichi ecclesiastici e civili. Morì a Palermo il 9 settembre del 1887.

### Studi sull'autore
- Enza Agrusa e Elisa Maniscalchi, Filippo Evola. Tesoro di Balestrate, collana Sentieri delle origini, 2 (a cura di F. Giannola), Balestrate, Biblioteca Parrocchiale "Vincenzo Evola", 2017, ISBN 9788894235517.
- Salvatore Cusa, Sul libro intorno alle palme: codice della biblioteca nazionale di Palermo: lettera del prof. Salvatore Cusa al Cavaliere Dottor Filippo Evola, 1873?.
- Niccolò Domenico Evola, Filippo Evola Bibliotecario e Olindo Guerrini, Roma, Palombi, 1963.
- Antonio La Spina, Filippo Evola e le sue opere: discorso letto in Balestrate il giorno della solenne inaugurazione di un monumento, Palermo, 1903.
- Angelo Lo Piccolo e Domenico Tuzzo, Balestrate nella sua storia: condizioni socio economiche, Trapani, A. Vento, 1965.
- Angelo Lo Piccolo, Balestrate: un secolo di storia, Alcamo, Campo, 1978.
- Benedetto Marotta, Elogio funebre del comm. sac. Filippo Evola, recitato nella Chiesa del Gesù a Casa Professa in Palermo dal can. Benedetto Marotta, Palermo, Vedova Tumbarello, 1888.
- Antonino Monteleone, Balestrate nella storia religiosa e civile, Alcamo, I.G.E.A., 1950.
- Giuseppe Orlando, Cenni necrologici sul comm. p. Filippo Evola già prefetto della Biblioteca nazionale e rettore della chiesa del Gesù a Casa Professa, Palermo, C. Tamburello, 1887.
- Domenico Tuzzo, La Chiesa Madre di Balestrate, Tivoli, San Paolo, 1975.
- Domenico Tuzzo, Filippo Evola: tra scienza e fede, Palermo, Vittorietti, 1977.
- Domenico Tuzzo, Sicciara: le origini di Balestrate, Palermo, ED. RI. Si., 1986.

### Scritti dell'autore
- Filippo Evola, Memorie sui miasmi paludosi, 1836.
- Filippo Evola, Sui mostri umani e sulla necessità di battezzarli, Palermo, Brisolese, 1838.
- Filippo Evola, Breve confronto tra l'omiopatia e l'allopatia indirizzato alla gioventù medica con una raccolta di pratiche osservazioni, e con l'aggiunta d'un manuale di clinica omiopatica dal dr. F. Evola, Palermo, Pensante, 1839.
- Filippo Evola, Sulla giurisdizione della Real parrocchia di Balestrate sopra la chiesa di Trappeto e suo territorio: memoria prima, Palermo, Lao, 1839.
- Filippo Evola, Elogio storico di Mauro Orlando, dottore in medicina e filosofia, Palermo, Garofalo, 1840.
- Filippo Evola, Sulla giurisdizione della Real parrocchia di Balestrate sopra la chiesa di Trappeto e suo territorio: memoria seconda, Palermo, Lao, 1840.
- Filippo Evola, Il dabben uomo e il ladro, Palermo, Garofalo, 1844.
- Filippo Evola, Sulla febbri intermittenti: lettera prima e lettera seconda, 1845.
- Filippo Evola, Un gelso castello: parole del parroco dottore Filippo Evola, Palermo, Garofalo, 1848.
- Filippo Evola, Sull’amministrazione di alcuni sacramenti e sull’isterotomia, o taglio cesareo regolati dal momento in cui l’anima si diparte dal corpo: ricerche medico-morali del parroco Filippo Evola, Palermo, Garofalo, 1849.
- Filippo Evola, Sull’ampelopatia apparsa nel 1852 in Balestrate, Palermo, Lorsnaider, 1853.
- Filippo Evola, Sulla provocazione dell’aborto e sul parto prematuro: considerazioni medico-morali del parroco Filippo Evola, Palermo, Morvillo, 1853.
- Filippo Evola, La macerazione dei lini nel fiume Giati, 1856.
- Filippo Evola, Elogio funebre di Michele Pandolfini professore di patologia generale nella Regia Università degli studi di Palermo morto addi 5 maggio 1861, Palermo, Amenta, 1861.
- Filippo Evola, Orazione funebre dell’avvocato Emmanuele Viola in occasione dei solenni funerali celebrati nella Chiesa di S. Antonino addi 2 marzo 1865, Palermo, Lao, 1865.
- Filippo Evola, Sull’infusione del caffè crudo contro il colera, 1867.
- Filippo Evola, Orazione funebre del commendatore Gaetano Scovazzo: in occasione dei solenni funerali: celebrati addi 10 giugno nella Chiesa di San Nicola Tolentino letta dal dottor Filippo Evola, Palermo, Lao, 1868.
- Filippo Evola, Notizie statistiche del Comune di Balestrate, 1869.
- Filippo Evola, Della pigiatura e torchiatura dell’uva, 1871.
- Filippo Evola, Sul processo Pasteur per conservare ed invecchiare i vini, 1871.
- Filippo Evola, Sulla Biblioteca nazionale di Palermo, Palermo, Lao, 1872.
- Filippo Evola, Sugli ostacoli alla fabbricazione degli alcool in Sicilia, 1873.
- Filippo Evola, Grido d’allarme tra i cultori dell’industria, 1874.
- Filippo Evola, Sui vini poco alcolici di Sicilia, Palermo, Dolcemascolo, 1877.
- Filippo Evola, Sull’imposta dell’alcool, 1877.
- Filippo Evola, Storia tipografico-letteraria del secolo 16 in Sicilia, Palermo, Lao, 1878.
- Filippo Evola, La coltura del frassino, 1880.
- Filippo Evola, La dottrina cattolica e l’economia politica: volume 1 e volume 2, Palermo, Lao, 1880.
- Filippo Evola, La ferrovia Palermo-Trapani: una corsa a volo d’uccello, Palermo, della forbice, 1880.
- Filippo Evola, Sul lino di Riga, 1880.
- Filippo Evola, Lu rebellamentu di Sichilia, Palermo, Lao, 1882.
- Filippo Evola, Ricordi storici del primo centenario della Biblioteca nazionale di Palermo, Palermo, Lao, 1882.
- Filippo Evola, Sopra un documento che rischiara l'edizione delle poesie di Sebastiano Bagolino, pubblicata in Palermo nei primi anni del secolo 17, Palermo, dello Statuto, 1883.
- Filippo Evola, Lettera aperta del Comm. F. Evola, 1885.
- Filippo Evola, Sul lino Bigno, 1886.
- Filippo Evola, Balestrate: il suo passato e il suo presente, Palermo, F. Lao, 1887.
- Filippo Evola, Metodo economico sulla solforazione della vite.